# Choroba refluksowa przełyku

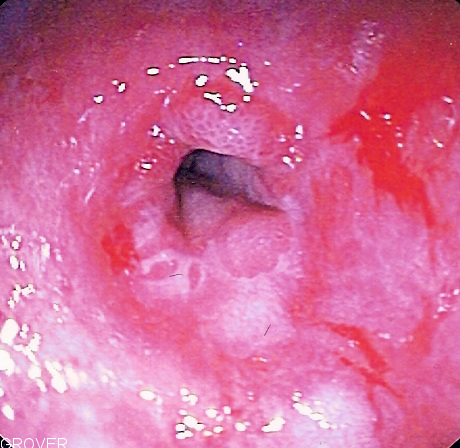
Endoskopowy obraz zwężenia blisko połączenia przełyku z żołądkiem. Jest ono spowodowane przewlekłym refluksem żołądkowo-przełykowym. Jest to jedna z najczęstszych przyczyn dysfagii (trudności w połykaniu) w sklerodermii

Choroba refluksowa przełyku, refluks żołądkowo-przełykowy (ang. GERD - gastroesophageal reflux disease) – schorzenie polegające na nieprawidłowym cofaniu się kwaśnej treści żołądkowej do przełyku z powodu niesprawności zwieracza dolnego przełyku. W krajach rozwiniętych 20% populacji ma takie objawy przynajmniej raz w tygodniu, natomiast 10% odczuwa je codziennie.

## Definicja
W 2005 w Montrealu zaproponowano nową definicję choroby refluksowej przełyku (tak zwana definicja montrealska), według której jest to wsteczne zarzucanie treści żołądkowej wywołujące dokuczliwe objawy lub powikłania.

## Objawy i przebieg
Wśród objawów i powikłań obecnie wyróżnia się:
- zespoły przełykowe
  - typowy zespół refluksowy (zgaga)
  - zespół bólu w klatce piersiowej
- zespoły z uszkodzeniem przełyku
  - zapalenie przełyku
  - zwężenie przełyku
  - przełyk Barretta
  - gruczolakorak
- zespoły pozaprzełykowe
  - o ustalonym związku
    - kaszel
    - przewlekłe zapalenie krtani
    - astma oskrzelowa
    - ubytki zębowe

  - o możliwym powiązaniu
    - zapalenie zatok
    - zapalenie gardła
    - zwłóknienie płuc
    - zapalenie ucha środkowego
    - nieprzyjemny zapach z ust
    - krwawienie  z górnej części przełyku

## Patogeneza
Za główne czynniki patogenetyczne uważa się występowanie przedłużonego czasu relaksacji dolnego zwieracza przełyku, co prowadzi do zarzucania i długotrwałego zalegania kwaśnej treści żołądkowej lub zasadowej treści jelitowej w przełyku. Choroba refluksowa przełyku może być powodowana obecnością przepukliny wślizgowej rozworu przełykowego.
Towarzyszą temu różnorodne objawy kliniczne, głównie zgaga, uczucie pieczenia w klatce piersiowej, czasem wrażenie cofania się pokarmu. Czasami są to po prostu bóle w klatce piersiowej. Wymaga to szczegółowej diagnostyki, ponieważ imitują objawy kardiologiczne.
Mogą wystąpić również objawy ze strony górnych dróg oddechowych w postaci chrypki, zapalenia krtani lub gardła.

## Powikłania
- nadżerki przełyku – najczęstsze powikłanie, z którym zmaga się ponad 20% cierpiących z powodu refluksu
- zwężenie przełyku, na skutek długotrwałego stanu zapalnego
- owrzodzenie
- krwawienie z owrzodzenia
- perforacja owrzodzenia
- przełyk Barretta
- erozja szkliwa i próchnica

Choroba refluksowa 6-krotnie zwiększa ryzyko wystąpienia raka gruczołowego przełyku, 5-krotnie raka złącza żołądkowo-przełykowego oraz 2-krotnie raka płaskonabłonkowego przełyku.

## Diagnostyka
W diagnostyce podstawowej wykorzystuje się badanie RTG przełyku z kontrastem, endoskopię górnego odcinka przewodu pokarmowego, 24 godzinną pH-metrię i manometrię przełykową, test omeprazolowy. Dawniej w diagnostyce wykorzystywano też test prowokacyjny zwany próbą Bernsteina, obecnie metoda ta jest rzadko stosowana.

## Stopnie zaawansowania
Do oceny stopnia zaawansowania choroby stosuje się endoskopową ocenę według skali Savary-Millera:
- 0 – stan prawidłowy
- 1 – przekrwienie
- 2 – linijne nadżerki
- 3 – rozlane nadżerki
- 4 – zwężenie pozapalne.

## Leczenie
Leczenie zachowawcze – z wyboru stosuje się leki z grupy inhibitorów pompy protonowej (IPP) np. omeprazol, pantoprazol, które zmniejszają kwaśność soku żołądkowego. Po zagojeniu zapalenia przełyku, można je stosować jeszcze wiele lat. Istnieją jednak działania niepożądane IPP.
Leczenie chirurgiczne – stosowane w przypadku powikłań lub nieudanego leczenia zachowawczego. Najczęściej wykonywanym zabiegiem jest fundoplikacja sposobem Nissena, polegająca na owinięciu dolnego odcinka przełyku wraz z wpustem i dnem żołądka, którą od początku lat 90. XX wieku wykonuje się techniką laparoskopową. Obie metody leczenia, zachowawcza i chirurgiczna, cechują się podobną skutecznością w długotrwałej obserwacji. Leczenie zachowawcze jest postępowaniem bezpieczniejszym, leczenie operacyjne jest tańsze, niż długotrwałe leczenie IPP (w warunkach europejskich 5–letnie stosowanie omeprazolu jest o 886 euro droższe niż operacja).
- fundoplikacja
- zabieg Stretta
- gastroplikacja
- metoda Linx

Postępowanie niefarmakologiczne – polega na:
- zmniejszeniu masy ciała u chorych z nadwagą
- zmniejszenie spożycia tłuszczu w diecie
- zaprzestaniu palenia tytoniu
- uniesieniu wezgłowia łóżka, spanie na lewym boku
- unikaniu przyjmowania pozycji leżącej przez 2-3 godz. po posiłku, spożywanie lekkiego posiłku 3 godziny przed snem
- unikaniu pokarmów wywołujących refluks – kawa, alkohol, czekolada, pokarmy tłuste, mięta, pomidory
- unikaniu pokarmów kwaśnych, które wywołują zgagę – owoce cytrusowe, napoje gazowane, ostre przyprawy
- spożywanie wielu małych posiłków zamiast kilku dużych.

## Klasyfikacja ICD10
| kod ICD10     | nazwa choroby                                          |
| ------------- | ------------------------------------------------------ |
| ICD-10: K21   | Zarzucanie żołądkowo-przełykowe                        |
| ICD-10: K21.0 | Zarzucanie żołądkowo-przełykowe z zapaleniem przełyku  |
| ICD-10: K21.9 | Zarzucanie żołądkowo-przełykowe bez zapalenia przełyku |